# Ruta 911 (Costa Rica)
La Ruta 911, oficialmente Ruta Nacional Terciaria 911, es una ruta nacional de Costa Rica ubicada en la provincia de Guanacaste.

## Descripción
En la provincia de Guanacaste, la ruta atraviesa el cantón de Santa Cruz (los distritos de Tempate, Cabo Velas), el cantón de Carrillo (el distrito de Sardinal).